# Lamé

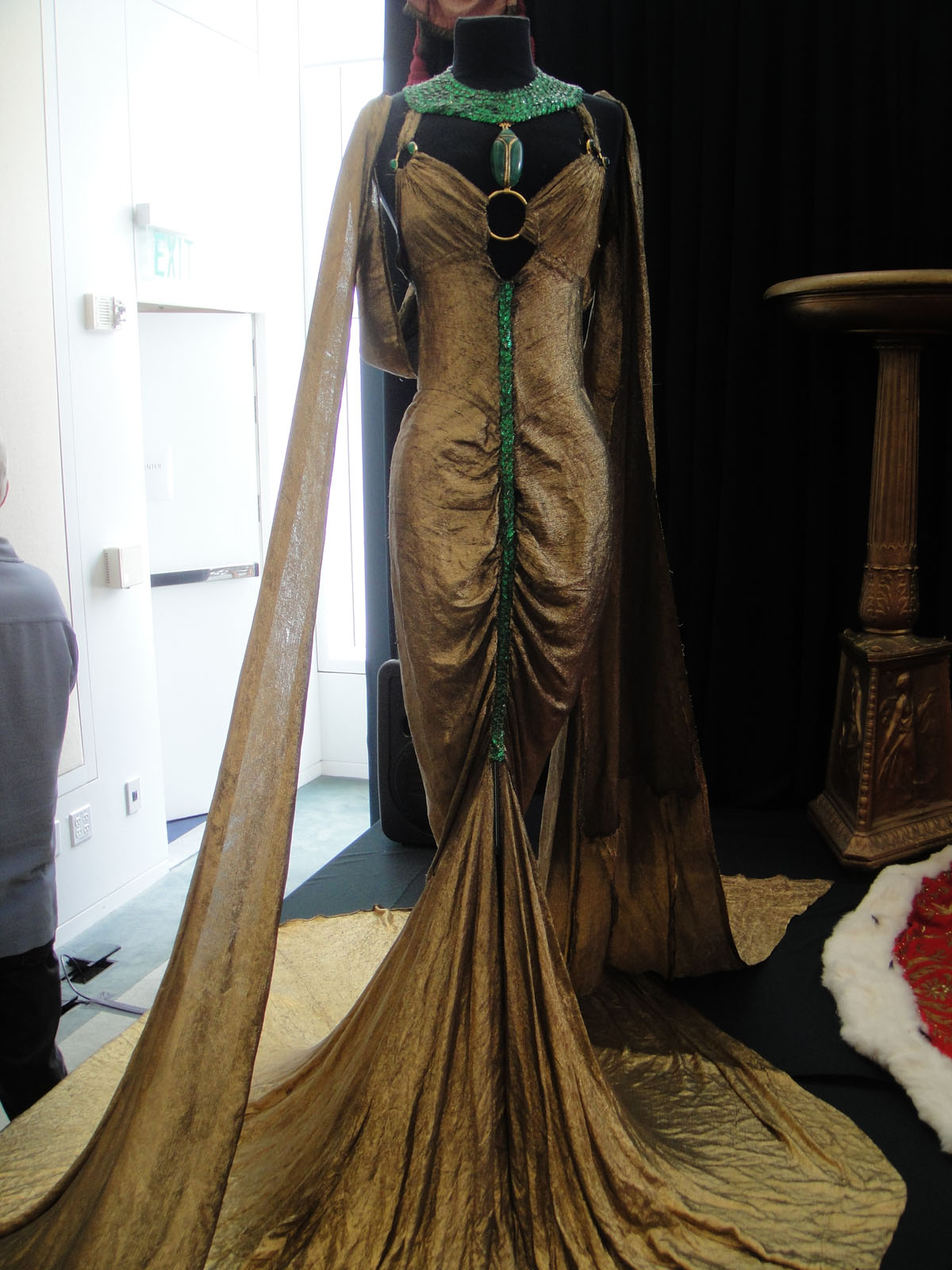
Vestido real de lamé dorado y esmeraldas de la película Cleopatra (1934)

Lamé es un tipo de tela tejida o de punto con cintas delgadas de fibra metálica, en oposición a guipé, donde las cintas se envuelven alrededor de un hilo de fibra. Suele ser de color dorado o plateado; a veces se ve lamé de cobre. El lamé viene en diferentes variedades, dependiendo de la composición de los otros hilos del tejido. Los ejemplos más comunes son lamé de tejido, lamé de holograma y lamé de perla.
Un problema con el lamé es que está sujeto a deslizamientos de costura o hilo, lo que lo hace menos que ideal para prendas de uso frecuente. El lamé se usa a menudo en vestidos de noche y de gala y en vestidos de teatro y danza. Es un material favorito en trajes y trajes espaciales futuristas para televisión y películas de ciencia ficción.
El lamé también se utiliza por sus propiedades conductoras en el deporte de la esgrima para confeccionar las sobrecapas (llamadas lamés) que permiten marcar los toques.